# Morlon Greenwood
Morlon O'Neil Greenwood (Kingston, 24 febbraio 1970) è un ex giocatore di football americano giamaicano che ha giocato nel ruolo di linebacker nella National Football League (NFL). Fu scelto dai Miami Dolphins nel corso del terzo giro (88º assoluto) del Draft NFL 2001. Alla college ha giocato a football alla Syracuse University.

## Carriera professionistica

### Miami Dolphins
Al suo debutto come rookie nella stagione 2001 con i Dolphins, Greenwood ha giocato 14 partite di cui 12 da titolare, mettendo a segno 58 tackle di cui 29 solitari ed 1,5 sack.
Nel suo secondo anno da professionista ha giocato 16 partite di cui 13 da titolare, mettendo a segno 57 tackle di cui 37 solitari, un sack e un passaggio deviato
Nella stagione 2003 ha giocato 16 partite, di cui 11 da titolare, compiendo 75 tackle di cui 50 solitari, con 0,5 sack e un passaggio deviato.
Nella stagione 2004 ha giocato 16 partite di cui 15 da titolare mettendo a segno 108 tackle di cui 66 da solo e 3 passaggi deviati.

### Houston Texans
Nella stagione 2005 è passato agli Houston Texans dove ha giocato 16 partite tutte da titolare, compiendo 112 tackle di cui 82 solitari, 2 sack e un primato personale di 6 passaggi deviati.
Nella stagione 2006 ha giocato 16 partite tutte da titolare, totalizzando 109 tackle di cui 83 solitari, un sack, 2 passaggi deviati e un intercetto.
Nell'annata ha giocato 16 partite di cui 15 da titolare mettendo a segno 118 tackle (record personale) di cui 90 solitari, un sack, 4 deviazioni difensive, un intercetto per 3 yard ed 3 fumble forzati.
Nel 2008 ha giocato 15 partite di cui 10 da titolare totalizzando 45 tackle di cui 31 solitari ed un passaggio deviato. A fine stagione è stato svincolato dai Texans.

### Oakland Raiders
Il 16 agosto 2009 ha firmato con i Raiders venendo però svincolato il 5 settembre.

### Omaha Nighthawks
Dalla stagione 2010 è passato agli Omaha Nighthawks della UFL con cui ha giocato sino al 2012, anno del ritiro.

## Statistiche
| Tackle totali    | 682 |
| Intercetti fatti | 2   |